# 집단학살

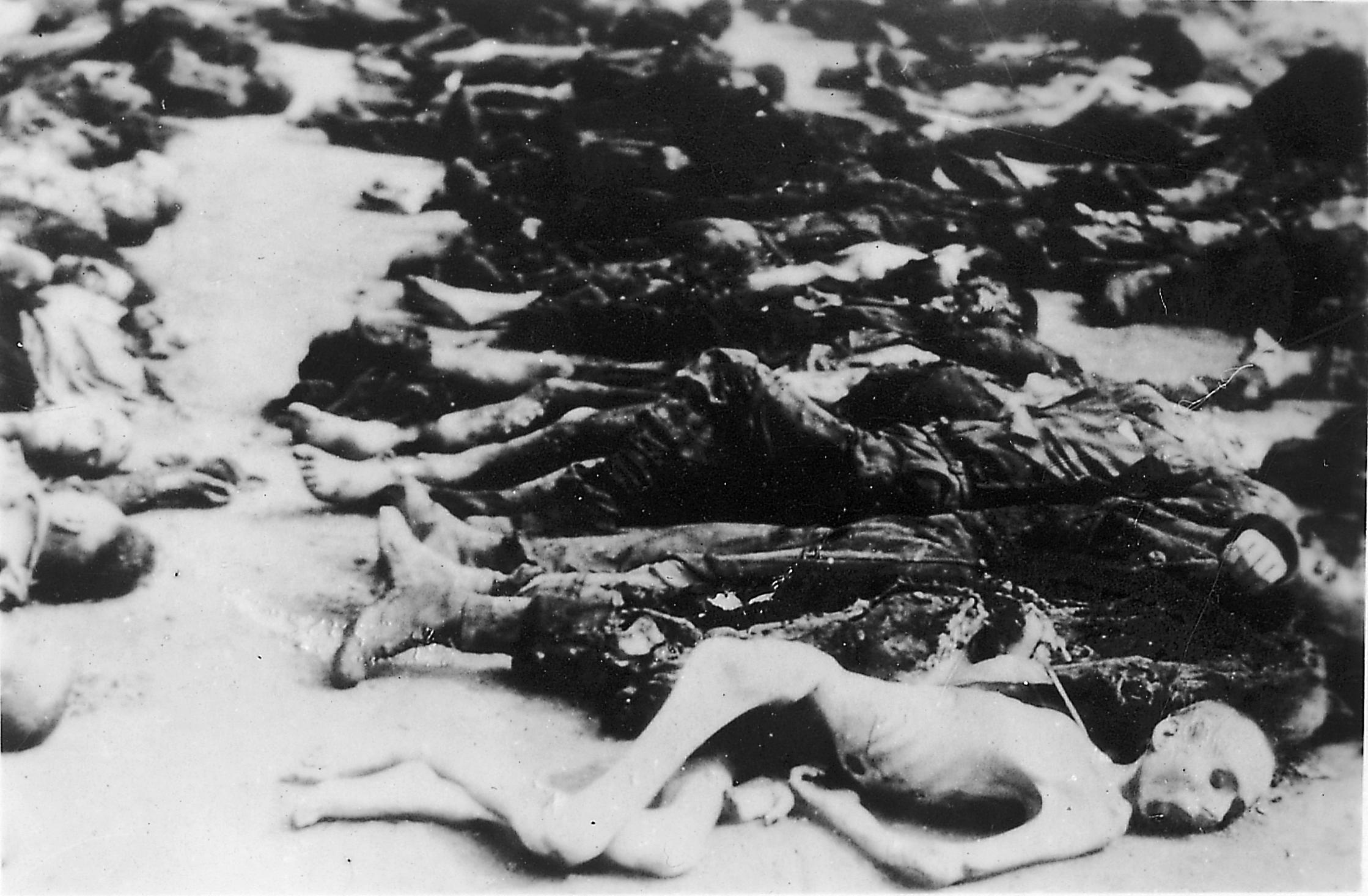
1945년 독일 나치의 부헨발트 강제 수용소 시신들

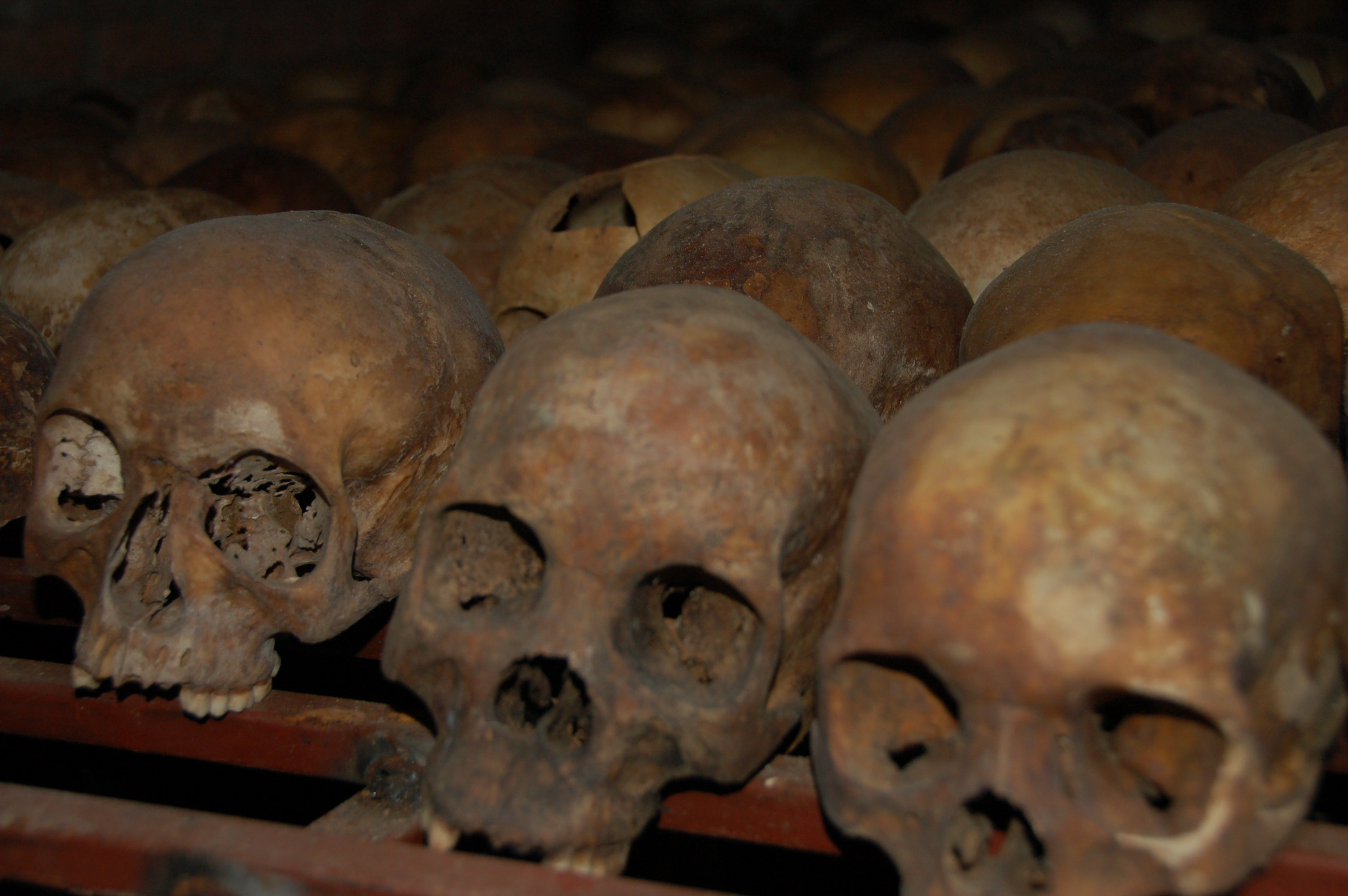
1994년 르완다 집단학살의 해골들

집단학살(集團虐殺, 영어: genocide 제노사이드[*])는 그리스어로 민족, 종족, 인종을 뜻하는 Geno와 살인을 뜻하는 Cide를 합친 말이며, 고의적으로 혹은 제도적으로 민족, 종족, 인종, 종교 집단의 전체나 일부를 제거하는 것이다. "제노사이드"는 한국어로 "집단학살"로 자주 번역되나 반드시 살인을 수반하지 않더라도 특정한 인구 집단을 파괴할 의도로 행해진 모든 폭력적이고 강압적인 행위를 포함한다.

## 집단살해죄의 방지와 처벌에 관한 협약(CPPCG)
집단살해의 정확한 정의를 놓고 학자들 사이에 이견이 있으나, 법적인 집단살해의 정의는 1948년 결의안이 채택되고 1951년 발효된 유엔 집단살해죄의 방지와 처벌에 관한 협약(CPPCG)에서 나온다. 이 협정 2조를 보면 집단학살을 "민족, 종족, 인종, 종교 집단의 전체 혹은 일부를 파괴할 의도로 한 모든 행위를 일컫는다. 구체적으로 집단의 일원을 살해하거나 심각한 육체적ㆍ정신적 위해를 가하는 것, 고의적으로 육체적 파멸을 의도한 생활 조건을 강제하는 것, 집단 내 출생을 막는 것, 집단의 아동을 다른 집단으로 강제 이주하는 것"이다.

CPPCG 제2조

본 협약에서 집단살해라 함은 국민적, 인종적, 민족적 또는 종교적 집단의 전체 또는 일부를 파괴할 의도로 행하여진 이하의 행위를 말한다.

가. 집단의 구성원을 살해하는 것

나. 집단의 구성원에 대하여 중대한 육체적 또는 정신적 위해를 가하는 것

다. 전체적 또는 부분적으로 육체적 파괴를 초래할 목적으로 의도된 생활조건을 집단에게 고의로 부과하는 것

라. 집단 내 출생을 방지하기 위하여 의도된 조치를 부과하는 것

마. 집단 내의 아동을 강제적으로 타 집단으로 이동시키는 것

CPPCG의 전문에는 역사상 집단학살의 사례를 들고 있다. 그러나 라파엘 렘킨(Raphael Lemkin)이 이 용어를 만들고 뉘른베르크 재판에서 홀로코스트 심판 이후에야 유엔은 집단학살을 국제법에서 규정하는 CPPCG에 동의하였다.
CPPCG가 발효하여 처음으로 해당 조항을 시행하기까지는 40년의 세월이 걸렸다. 지금까지 집단학살로 국제적으로 기소된 르완다 집단학살, 스레브레니차 집단학살에 대하여 임시 국제 재판소에서 맡은 바 있다. 2002년 국제 형사 재판소가 생겨 이 조약을 체결한 모든 국가에 사람들에게 권한을 행사할 수 있게 되었으나, 아직 기소한 사례가 없다.
1951년 1월 CPPCG가 발효한 이래 유엔 약 80개 회원국은 CPPCG 조항을 자국법과 통합하는 입법을 통과하였으며, 일부 집단학살 범법자가 이러한 자국법에 따라 유죄를 선고받기도 하였다. 가령 니콜라 요르기츠(Nikola Jorgic)는 독일 법정에서 집단학살 범죄로 유죄를 선고받았다.
CPPCG을 비판하는 사람들은 이 조약에서 보호하는 집단의 정의가 협소하다는 점을 지적하는데, 특히 정치 집단에 대한 폴리티사이드(politicide, 어떤 나라의 사법에서는 이 용어는 제노사이드에 포함하기도 한다.)에 대해 보호가 부족하다는 것이다. 또 기소 판례가 있기까지 이 조약에서 뜻하는 정확한 정의(定意)가 법정에서 적용된 바가 없다는 문제가 있는데, 가령 조약 내용 가운데 "(집단의) 일부"(in part)는 정확히 무엇을 의미하는가? 학살 범법자들이 국제 재판소나 개별국 법정에서 재판을 받는 경우가 늘어나면서, 법적인 주장과 해석은 이런 논란을 도와주고 있다.
CPPCG에 대한 다른 비판으로 유엔 안전보장이사회에서 나온 이 규정이 이미 집단살해를 저지른 자들을 벌주기 위한 것이라 한발 늦다는 점에서 어리석다는 것이다. 이 비판으로 말미암아 2006년 4월 28일 국제연합 안보리 결의안 1674이 채택되어 안보리에서 무장 분쟁 중 민간인을 보호하고, 학살, 전쟁 범죄, 인종 청소, 인류에 대한 범죄(Crime against humanity)에서 이들을 지킬 수 있게끔 행동하도록 규정하였다.
그레고리 스탠튼(Gregory Stanton) 등 집단살해 연구자들은 희생 집단의 비인간화(dehumanization), 집단살해 집단의 강력한 조직, 범법자들의 집단살해 사실 부정 등 학살을 둘러싸고 일어나는 조건과 행위를 규정할 수 있으며, 미연에 집단살해를 방지할 수 있는 행동을 가정하고 있다. 더크 모지스(Dirk Moses) 등 이런 접근법을 비판하는 사람들은 이것이 비현실적이라고 주장하는데, 가령 "다르푸르 분쟁은 이곳에 개입하는 강대국들의 결정에 따라 끝날 수 있다."는 것이다.

## 로마규정
1998년 로마에서 채택되어 2002년 발효된 로마규정에 따르면, 국제형사재판소의 관할범죄는 집단살해죄, 인도에 반한 죄, 전쟁범죄, 침략범죄에 한정되며,(5조 1항) 개인을 처벌하며 국가책임은 묻지 않는다.(25조) 국제형사재판소의 관할범죄에 대하여는 어떠한 시효도 적용되지 아니하며,(29조) 로마규정이 발효하기 전의 행위에 대하여 이 규정에 따른 형사책임을 지지 아니한다.(24조 1항)
로마규정 제6조 집단살해죄

이 규정의 목적상 "집단살해죄"라 함은 국민적, 민족적, 인종적 또는 종교적 집단의 전부 또는 일부를 그 자체로서 파괴할 의도를 가지고 범하여진 다음의 행위를 말한다.

가. 집단 구성원의 살해

나. 집단 구성원에 대한 중대한 신체적 또는 정신적 위해의 야기

다. 전부 또는 부분적인 육체적 파괴를 초래할 목적으로 계산된 생활조건을 집단에게 고의적으로 부과

라. 집단 내의 출생을 방지하기 위하여 의도된 조치의 부과

마. 집단의 아동을 타집단으로 강제 이주

## 같이 보기
- 포그롬
- 조조의 서주 침공